# Lijst van beelden in Rucphen
Dit is een (onvolledige) chronologische lijst van beelden in Rucphen. Onder een beeld wordt hier verstaan elk driedimensionaal kunstwerk in de openbare ruimte van de Nederlandse gemeente Rucphen, waarbij beeld wordt gebruikt als verzamelbegrip voor sculpturen, standbeelden, installaties, gedenktekens en overige beeldhouwwerken.
Voor een volledig overzicht van de beschikbare afbeeldingen zie de categorie Beelden in Rucphen op Wikimedia Commons.
| Geplaatst | Omschrijving                      | Kunstenaar      | Straat                                | Plaats         | Materiaal | Afbeelding |
| --------- | --------------------------------- | --------------- | ------------------------------------- | -------------- | --------- | ---------- |
| 1933      | Heilig Hartbeeld                  | Leo Jungblut    | Raadhuisstraat 3 (naast Martinuskerk) | Rucphen        |           |            |
| 1950      | Monument Pastoor P.N. Bastiaansen | Albert Meertens |                                       | St. Willebrord |           |            |
|           | Monument Kapelaan Ad de Bok       |                 |                                       | St. Willebrord |           | P1040674   |